# 아이자와 미나미
아이자와 미나미(일본어: 相沢 みなみ, 1996년 6월 14일~)는 일본의 AV여배우이다.
2020년 12월, 「FLASH 2020년 현역 최강 섹시 여배우 BEST100」독자 투표·제7위에 선출되었으며,  2021년 4월에 발표된 「아사히 예능」 「2021 현역 AV여배우 SEXY 총선거」에는 제17위를 기록했다.